# The Feels (chanson)
Pour l’article homonyme, voir The Feels.
Singles de Twice
Perfect World
(2021) Moonlight Sunrise
(2023)
The Feels est une chanson enregistrée par le groupe sud-coréen Twice. Elle est publiée le 1er octobre 2021 par JYP Entertainment et Republic Records en tant que premier single original en anglais du groupe.

## Contexte
Avant la sortie du titre The Feels, le groupe Twice a sorti des chansons enregistrées en anglais, qui incluent des versions anglaises de Cry for Me, I Can't Stop Me et More & More. Le 15 juin 2018, ils ont publié une reprise du single de 1969 des Jackson Five, I Want You Back. Originellement sorti comme single numérique, il est enregistré dans ses paroles originales en anglais,. La reprise est ensuite apparue sur leur premier album japonais, BDZ (en), en tant que dixième et dernier titre, et a été utilisée dans le film japonais Sensei Kunshu en 2018. Le 20 novembre 2019, ils publient leur deuxième album japonais, &Twice, qui contient le premier titre original en anglais du groupe, What You Waiting For.
Après la sortie de leur dixième EP, Taste of Love, Twice annonce le 25 juin 2021 que leur premier single officiel en anglais sortirait un vendredi de septembre,. Le titre du single n'est révélé que le 6 août, lorsqu'ils ont posté une photo teaser montrant quelqu'un tenant une lettre,. Le 23 août, JYP Entertainment annonce que le 1er octobre serait la date de sortie de The Feels par le biais d'un vidéoclip de 11 secondes,,.

## Composition
The Feels est écrite par Anna Timgren, Boy Matthews, Justin Reinstein et Woo Min Lee "collapsedone", qui se sont également chargés de la production Selon JYP Entertainment, la chanson est « un titre pop disco au tempo rapide qui combine des sons de basse groovy et des rythmes synthétiques disco ». D'une durée de 3 minutes et 18 secondes, elle est composée dans la tonalité de si mineur (tout en empruntant au mode dorien parallèle ) avec un tempo de 120 battements par minute.
Dans une interview accordée à Bustle, Momo décrit The Feels comme une « introduction audacieuse » à un « nouveau chapitre » de leur carrière : « Non seulement cette chanson est super addictive — il y a de superbes accroches. Mais cela montre également qui nous sommes, nos différents aspects, et notre style », ajoute Chaeyoung. La chanson est en partie destinée à satisfaire le public international de Twice, en particulier celui des États-Unis,.

## Réception critique
The Feels est salué par de nombreux critiques musicaux. Rhian Daly du New Musical Express lui a donné une note de cinq étoiles, décrivant la chanson comme « un bop infectieux et amusant » et espérant que Twice obtiendrait l'attention qu'ils méritent en Occident. Bailey Kanthatham de The New University écrit que la chanson est un  « morceau pétillant et très énergique taillé sur mesure pour le marché américain » et espère que la chanson  « donnera enfin à [JYP Entertainment] le succès en Amérique qu'il attend depuis plus d'une décennie ». Pour Atwood Magazine, Danny Vagnoni Danny Vagnoni a comparé The Feels au deuxième album studio coréen de Twice, Eyes Wide Open, car il a pris une direction opposée à l'album - qu'il a décrit comme un « catalogue de morceaux plus sombres, aux tonalités mineures » - et a donné quelque chose qui ressemble à « leurs premiers morceaux ». Allison S. Park du The Harvard Crimson salue « l'excellent travail de la chanson pour englober la nature dévorante de l'amour à travers ses paroles obsessionnelles mais clichées » et reconnait le « caractère fiable de Twice en tant que groupe K-pop de premier plan ». Mashable nomme The Feels comme « [l'une] des meilleures performances de K-pop les plus influentes de 2021 ».

### Listes de fin d'année
| Critique/Publication     | Liste                                          | Rang | Ref.   |
| ------------------------ | ---------------------------------------------- | ---- | ------ |
| Bollywood Hungama        | 25 chansons coréennes qui ont défini 2021      | -    | [ 23 ] |
| Insider Inc.             | Meilleures chansons de K-pop de 2021           | 7    | [ 24 ] |
| NME                      | Les 25 meilleures chansons de K-pop de 2021    | 4    | [ 25 ] |
| Pitchfork                | Meilleurs albums et chansons de 2021           | 71   | [ 26 ] |
| The Philippine Star      | 21 morceaux de titre K-pop qui ont défini 2021 | 3    | [ 27 ] |
| Rolling Stone            | 50 meilleures chansons de 2021                 | 50   | [ 28 ] |
| Rolling Stone India      | 21 meilleurs clips coréens de 2021             | 20   | [ 29 ] |
| South China Morning Post | 20 meilleures chansons K-pop de 2021           | 15   | [ 30 ] |

## Performances commerciales
The Feels débute à la douzième place du Billboard Global 200, ce qui en fait la chanson la plus performante de Twice dans ce classement. Au Canada, elle débute a la 56e place du Canadian Hot 100, la deuxième entrée du groupe dans ce classement après Feel Special. Au Japon, le titre culmine au numéro 3 du Billboard Japan Hot 100  et du Combined Singles Chart d'Oricon. En Corée du Sud, The Feels atteint la 94e place du Gaon Digital Chart  et a la 56e place du K-pop Hot 100. The Feels devient la première chanson de Twice à figurer au Billboard Hot 100 et au UK Singles Chart, culminant respectivement a la 83e place et la 80e place. La chanson s'est également classée en Nouvelle-Zélande, en Malaisie, et à Singapour. En janvier 2022, la chanson s'est classée à la 40e place du Mainstream Top 40 aux États-Unis, marquant la première apparition de Twice dans ce classement.
The Feels a accumulé 50,9 millions de streams et 8 800 téléchargements dans le monde entier au cours de sa première semaine. Rien qu'aux États-Unis, la chanson a récolté 4,7 millions de streams, 208 000 passages à la radio et 10 400 ventes numériques au cours de sa première semaine.
En 2022, The Feels reçoit la certification Or de la Recording Industry Association of America (RIAA).

## Date de Sortie et promotions
La première image conceptuelle de The Feels est publiée le 3 septembre 2021. Les précommandes du single débutent le même jour Twice held a question and answer event on Twitter on the day of the single's release.
Jeongyeon, qui a fait une pause en raison de troubles de panique et d'anxiété, n'a pas été en mesure de rejoindre le groupe pendant la promotion de la chanson.

### Prestations en direct
Le groupe apparait dans The Tonight Show Starring Jimmy Fallon, GMA3: What You Need to Know et The Late Show with Stephen Colbert où ils interprètent The Feels.

### Clip musical
Le clip de The Feels est mis en ligne le 1er octobre 2021. Réalisé par Oui Kim, le clip commence par une invitation à un bal de fin d'année. La semaine de leur sixième anniversaire, leur troisième album studio coréen, leur sixième au total, et leur quatrième tournée mondiale sont annoncés à la fin du clip. Le clip a atteint la première place du classement hebdomadaire de YouTube des clips musicaux les plus vus au monde, remplaçant le clip de Lisa, membre de Blackpink, pour sa chanson, Money.

### Version coréenne
La version coréenne de la chanson est la quinzième piste de l'édition physique de Formula of Love: O + T = <3, leur troisième album studio. Les paroles coréennes sont écrites par Son Chae-young.

## Distinctions
| Année | Organisation           | Récompense | Résultat   | Ref.   |
| ----- | ---------------------- | ---------- | ---------- | ------ |
| 2022  | MTV Video Music Awards | Best K-Pop | Nomination | [ 48 ] |

## Liste des pistes
- Téléchargement numérique / diffusion en continu[49],[50]

1. The Feels - 3:18
2. The Feels (remix de The Stereotypes ) - 3:22
3. The Feels (Yves V Remix) – 2:15
4. The Feels (instrumental) - 3:18
5. The Feels (The Stereotypes Remix Instrumental) - 3:22
6. 'The Feels' (Yves V Remix Instrumental) - 2:15

- Remix EP [51]

1. The Feels (Remix de Benny Benassi ) - 3:05
2. The Feels - 3:18
3. The Feels (Remix des stéréotypes) - 3:22
4. The Feels (Yves V Remix) – 2 h 15
5. The Feels (instrumental) - 3:18
6. The Feels (Benny Benassi Remix Extended) - 4:09
7. The Feels (The Stereotypes Remix Instrumental) - 3:22
8. The Feels (Yves V Remix Instrumental) - 2:15
9. The Feels (Benny Benassi Remix Instrumental) - 3:04

## Crédits et personnel
Crédits adaptés de Melon.

### Enregistrement
- Enregistré aux studios JYPE ( Séoul, Corée du Sud)
- Mixé aux Mirrorball Studios ( North Hollywood, Californie)
- Masterisé au 821 Sound Mastering (Corée du Sud)

### Personnel
- Twice – voix
- Anna Timgren – auteur-compositeur
- Boy Matthews – * Anna Timgren – auteur-compositeur
- Justin Reinstein – * Anna Timgren – auteur-compositeur, arrangeur, synthétiseur, programmation des sessions
- Woo Min Lee "collapsedone" –  auteur-compositeur, arrangeur, synthé, guitare, basse, directeur vocal, édition vocale, sessions de programmation
- Sophia Pae – chœurs, direction vocale
- Sehee Eom – ingénieur du son
- Lee Sang-yeop – ingénieur du son
- Tony Maserati – mixeur
- David K Younghyun – assistant mixeur
- Kwon Namwoo – ingénieur de mastering
- John Hanes – ingénierie du mixage immersif

## Classements
| Classements (2022)                     | Meilleure position |
| -------------------------------------- | ------------------ |
| Canada (Hot 100)                       | 56                 |
| Global 200                             | 12                 |
| Japon (Hot 100)                        | 3                  |
| Japon Combined Singles (Oricon)        | 3                  |
| Malaisie (RIM)                         | 8                  |
| Pays-Bas (Dutch Global Top 40)         | 8                  |
| Nouvelle-Zélande Hot Singles (RMNZ)    | 4                  |
| Singapour (RIAS)                       | 4                  |
| Corée du Sud (Gaon)                    | 94                 |
| Corée du Sud (K-pop Hot 100)           | 56                 |
| Espagne Digital Song Sales (Billboard) | 10                 |
| Royaume-Uni (UK Singles Chart)         | 80                 |
| Royaume-Uni (UK Indie Chart)           | 16                 |
| États-Unis (Hot 100)                   | 83                 |
| États-Unis (Pop Airplay)               | 40                 |

| Classement (2022)                      | Meilleure position |
| -------------------------------------- | ------------------ |
| Billboard Global Excl. U.S (Billboard) | 130                |
| Japon (Japon Hot 100)                  | 38                 |

## Certifications
| Région                                                                                                 | Certification | Ventes/Streams |
| --- | ------------- | -------------- |
| États-Unis (RIAA)                                                                                      | Or            | 500 000^       |
| *Ventes selon la certification ^Mise en rayon selon la certification xNon précisé par la certification |               |                |

Streaming
| Pays         | Ventes      | Certifications |
| ------------ | ----------- | -------------- |
| Japon Oricon | 100 000 000 | RIAJ : Platine |

## Historique des versions
| Pays  | Date           | Format(s)                    | Version             | Label            | Ref.   |
| ----- | -------------- | ---------------------------- | ------------------- | ---------------- | ------ |
| Monde | 1 octobre 2021 | - Téléchargement - streaming | Original            | - JYP - Republic | ,      |
| Monde | 4 février 2022 | - Téléchargement - streaming | Benny Benassi remix | - JYP - Republic | [ 51 ] |